# Daragh O'Malley
Daragh O'Malley est un acteur, réalisateur et producteur irlandais né le 25 mai 1954 à Dublin (Irlande). Il incarne de nombreux rôles à l'écran et également à la télévision.

## Biographie
Il est connu pour avoir incarné un officier sudiste dans la série les 7 mercenaires. Parmi les nombreuses apparitions télévisées, O’Malley est connu pour son interprétation de Patrick Harper dans la série télévisée Sharpe (1993-2009) avec Sean Bean. O’Malley est apparu pour la première fois dans des rôles dans les films The Long Good Friday et Withnail et moi, les principaux rôles d’invités dans de nombreuses séries télévisées britanniques, y compris Tales of the Unexpected, Waking The Dead, Wire in the Blood, Silent Witness et Vera, et des rôles dans Longitude, Cléopâtre pour ABC et The Magnificent Seven pour CBS et dans le téléfilm américain Vendetta, ainsi que Camelot et Shaughnessy : Le maréchal de fer. O’Malley a également joué l’explorateur irlandais Tom Crean dans l’épopée BBC 8 partie série télévisée The Last Place on Earth avec Hugh Grant et Martin Shaw et Max Von Sydow.
En 2011, O’Malley est revenu sur scène et est apparu dans une flopée de productions scéniques aux États-Unis et au Royaume-Uni en succession rapide. Au Royaume-Uni O’Malley est apparu comme le père Jack dans une reprise de Dancing at Lughnasa, qui a été nommé pour un MTA Best Production Award, et a suivi en jouant John Rainey dans une reprise londonienne de Mariage mixte d’Irvine, qui a reçu des critiques positives. En 2014, O’Malley est apparu comme Big Daddy dans une production largement acclamée de Cat on a Hot Tin Roof au Royal Exchange Theatre Manchester, pour lequel il a été nommé pour un MTA Best Actor Award. Le Britannique The Stage a sélectionné la performance d’O’Malley dans Cat on a Hot Tin Roof comme l’une des cinq meilleures performances du théâtre britannique en 2014. 
En 2016, il a été annoncé qu’O’Malley jouerait la légende de l’écran Marlon Brando dans la pièce d’un seul homme Brando qui est en cours de développement par le Sundance Theatre Forum avec The Brando Estate.

## Filmographie
- 1987 : Withnail et moi : L'irlandais
- 1990 : Connemara : Frocin
- 1998 :  Les Sept Mercenaires : Capitaine Francis Riley
- 1999 :  Vendetta : Dominic O'Malley